# Карл Венцел
Карл Венцел (на немски: Carl Wentzel) е германски агроном, участвал в опита за убийство на фюрера Адолф Хитлер от 20 юли 1944 г.

## Продължител на бизнес династия
Венцел е роден в семейството на земеделски предприемач. Дядо му Карл Венцел е основател на семейния бизнес – захарна фабрика в Лангенбоген, придобити имоти и мина за лигнитни въглища. Бащата му значително разширява дейността им.
Образованието си Карл Венцел получава в Наумбург (Заале). Той изучава юриспруденция и агрономия. През 1897 г. започва собствен бизнес в агробизнеса. През 1906 г. се жени за Ела фон Цимерман, наследница на селскостопанската компания J.G. Boltze.
През 1907 г., когато баща му умира, Карл Венцел наследява активи.

## Ръководител на агроиндустриалната компания
Холдинга Carl Wentzel / J.G. Boltze е една от най-големите земеделски предприятия в Германия и най-голямата в Саксония и Анхалт. Структурата включва производствени площи, селскостопански животни, захар и дистилерии, мелници, картофи, малц, торове и строителни материали, както и въгледобив, металургия, пътно строителство и производство на електроенергия.
Икономическите позиции на Карл Венцел са запазени дори след поражението на Германската империя през Първата световна война. Консервативен и монархист по политически възгледи, той приема неизбежните революционни промени и признава Ваймарската република. Ръководи надзорните съвети на няколко компании за производство на захар, миньорска асоциация в Хале.
В системата Wencel-Teichental работят до 40 000 души – 18 000 в селското стопанство, 22 000 в промишлеността. Компанията Wenzel се отличава със специално внимание към социалната сфера. Работниците имат жилища, медицински грижи и детски градини, взаимни фондове, допълнителни плащания на пенсии.
Карл Венцел е описан от съвременниците като човек със солиден характер, честен, скромен, отворен за комуникация и внимателен към други мнения. Тези особености са опасни за него, след като националсоциалистите идват на власт.

## Заговор и екзекуция
Карл Венцел не е член на нацистката партия, не финансира нацистите, не дава политическа подкрепа на Адолф Хитлер. Консервативен човек, той отхвърля „революционните трансформации“ на Третия райх. Към нацизма той от самото начало се отнася изключително негативно. Въпреки това, както и след 1918 г., Венцел приема новата държавна власт и сътрудничи на режима. Wenzel-Teichental участва в разработването на четиригодишния план за увеличаване на селскостопанското производство.
През 1930-те години Карл Венцел става приятел с Карл Фридрих Гьорделер и други представители на опозицията срещу нацизма. От 1935 г. е част от неофициалната група Reusch Circle - кръжок на големи индустриалци и фермери, водени от предприемача Паул Рейш. Срещите се провеждат многократно в замъка Тейхентъл. Участниците изразяват силно противоположни възгледи и проекти. През ноември 1943 г. Гьорделер прави доклад за икономическата политика след отстраняването на Хитлер от властта. Тази информация става известна на Гестапо.
Директно Венцел не участва в заговора от 20 юли 1944 г., но познанството му със заговорниците и техните планове е очевидно. Десет дни след неуспешния опит за атентат Венцел е арестуван.
На 13 ноември 1944 г. Народна съдебна палата, председателствана от Роланд Фрайслер, осъжда на смърт Карл Венцел. На 20 декември 1944 г. той е обесен в затвора Пльоцензе. Ела и Карл Фридрих, съпругата и синът на Венцел са хвърлени в концентрационен лагер. Всички лични вещи на членовете на семейството – включително предмети с висока художествена стойност (картини, графики, антични мебели), са конфискувани.

## Семейство, памет, наследство
След Втората световна война Саксония-Анхалт влиза в съветската зона на окупация. Правата на собственост на наследниците на Карл Венцел не са признати в комунистическата ГДР, като всички активи са национализирани. В това отношение властите на ГДР всъщност запазват решенията на нацистката държава. Ела Цимерман-Венцел умира в дълбока бедност през 1949 г. в Хале. Карл Фридрих Венцел емигрира в Австрия, където умира през 1954 г.
Името на Карл Венцел не е широко известно в контекста на заговора от 20 юли, въпреки че в съветските източници той е „единственият индустриалец, който е осъден на смърт от нацистите след заговора“. Повече слава придобива, след обединението на Германия през 1990 г. В Германия и други западни страни, Карл Венцел е разглеждан като противник на Хитлер и жертва на нацисткия режим.
В Германия правителството на провинция Саксония-Анхалт връща имение на внуците име Венцел – Карл Фридрих Карл Щефан. И двамата живеят в Тейхентал. Карл Фридрих Венцел младши се занимава с хотелски бизнес. Той води продължителни съдебни дела срещу властите, изисквайки връщането не само на недвижими имоти, но и ценни произведения на изкуството, оценени на няколко милиона евро.